# Mindanaokrypstare
Mindanaokrypstare (Rhabdornis inornatus) är en fågelart i familjen starar.

## Utseende och läte
Krypstarar är medelstora, långnäbbade tättingar med ett liknande beteende som trädkrypare. Mindanaokrypstaren är vit på strupe och buk, medan ovansidan är brun med mörkare vingar och stjärt. På huvudet syns en svart mask över ögat och grå hjässa. Kroppsidorna är ljusbruna med breda vita streck. Arten liknar strimmig krypstare, men har kortare och tjockare näbb samt grå snarare än vitstreckad hjässa. Bland lätena hörs ljusa tjippande ljud, ibland i snabba serier.

## Utbredning och systematik
Mindanaokrypstare förekommer liksom resten av släktet i Filippinerna och delas in i tre underarter med följande utbredning:
- Rhabdornis inornatus inornatus – Samar
- Rhabdornis inornatus leytensis – Leyte och Biliran
- Rhabdornis inornatus alaris – Mindanao

Fram tills nyligen inkluderades visayakrypstare (R. rabori) i arten, men denna urskiljs numera allmänt som egen art. Tidigare placerades krypstararna i den egna familjen filippinkrypare, men DNA-studier visar att de egentligen är avvikande starar.

## Status och hot
Arten har ett stort utbredningsområde, men tros minska i antal, dock inte tillräckligt kraftigt för att den ska betraktas som hotad. Internationella naturvårdsunionen IUCN listar därför arten som livskraftig (LC).

## Namn
Släktesnamnet Rhabdornis är en sammansättning av grekiskans ῥαβδος (rhabdos, "strimma") och ορνις (ornis, "fågel").